# いつか (ゆずの曲)
「いつか」は、ゆず通算4枚目のシングル。1999年1月20日にセーニャ・アンド・カンパニーから発売された。

## 概要
初めてマキシサイズで発売されたシングル。
冬を舞台にした3曲が収録された。
冬に聞きたい名曲ランキングにランクインしたことがある。

## 収録曲
1. いつか（5:17）
  - 作詞・作曲: 北川悠仁/ストリングスアレンジ：阿部雅士※
  - デビュー前から存在していた音源で長年温めていた曲。
  - PVは、北海道で撮影された（PV集「録歌選 金銀」収録）。そこで北川が着用していたジーンズは彼の甥が使っていたことがあるらしい。（2014年10月30日のゆずのオールナイトニッポンGOLDより）
  - 小田和正とのユニット、ゆずおだ名義の「クリスマスの約束」にもカップリング曲として収録された。初め、小田和正は「クリスマスの約束」だけをやるつもりでいたらしいが、ゆず側からの提案でカップリング曲もコラボレートする運びになったという（小田和正のインタビューより）。また、ゆずの「いつか」は北川のみソロパートがあったが、ゆずおだの「いつか」にはそれにはなかった岩沢のソロパートがある。
  - 歌詞の最後の方は、路上を卒業後補足した部分である。
  - ※アルバム『ゆずえん』歌詞カードにクレジットされている。
2. 出口（3:51）
  - 作詞・作曲: 岩沢厚治
  - 『ゆずの素』（1997年10月25日）収録「地下街」の続編。
3. 始発列車（3:59）
  - 作詞・作曲: 岩沢厚治
  - 路上卒業後初の製作曲。
  - カップリング曲の中では人気のある曲で時々ライブでも披露される。

## 演奏
いつか
- 北川悠仁：Vocal, Acoustic Guitar
- 岩沢厚治：Vocal, Acoustic Guitar, Harp
- 寺岡呼人:Computer Programming,Keyboards
- 藤井謙二 from MY LITTLE LOVER：Electric Guitar
- 美久月千晴：Bass
- 小田原豊：Drums
- 阿部雅士ストリングス：Strings
- 阿部雅士：Strings Arrangement

## 収録作品
- いつか
  - ゆずえん
  - Home 1997-2000
  - YUZU 20th Anniversary ALL TIME BEST ALBUM ゆずイロハ 1997-2017
- いつか （Live Version #1）
  - 歌時記 〜サクラサク篇〜
- いつか （Live Version #2）
  - 歌時記 〜ふたりのビッグ（エッグ）ショー篇〜
- いつか （"ゆずおだ"バージョン）
  - クリスマスの約束
- 出口
※アルバム未収録
- 始発列車
※アルバム未収録
- 始発列車 （Live Version #1）
  - 歌時記 〜サクラサク篇〜
- 始発列車 （Live Version #2）
  - ゆずのみ〜拍手喝祭〜 日替わり全曲集+1

## テレビ出演
- トップランナー（2000年1月14日、NHK総合）
- FNS歌謡祭（2005年12月7日、フジテレビ）
- SMAP×SMAP（2009年4月20日、フジテレビ）
- ミュージックフェア　(ゆずのワンマンライブの際に披露された。2009年10月10日、フジテレビ)
- テレビ朝日開局55周年記念55時間テレビ　ミュージックステーションスペシャル超豪華アーティストプレミアムライブ（2013年11月29日、テレビ朝日）（JUJUとのコラボレーションゆずxJUJUで披露した）

## 関連人物
- 寺岡呼人